# 青岛工学院 (1952年)

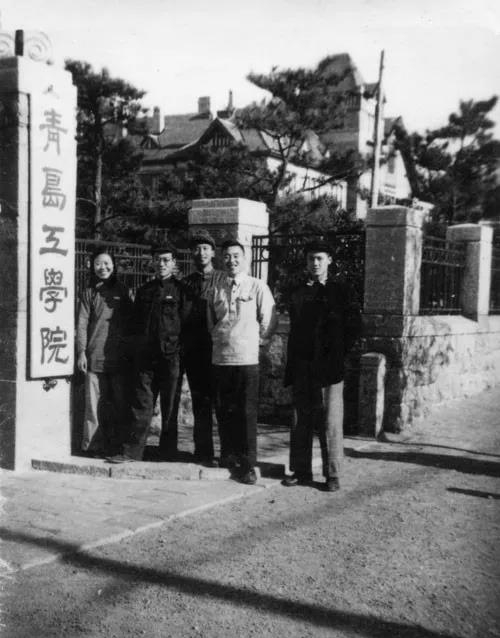
青岛工学院黄台路校区

青岛工学院是中华人民共和国山东省青岛市1952年到1956年短暂存在的一所大学。1952年，武汉大学工学院的土木工程系与在青岛的山东大学工学院的土木工程系，以及原山东工学院的土木、纺织两系合并成立青岛工学院和青岛海洋大学等学校。青岛工学院院部及系科1956年后又迁至武汉与同济大学、天津大学、南京工学院、华南工学院等五所院校测绘专业的师资、设备合并，组建武汉测绘科技大学（今武汉大学测绘学院）。
青岛工学院原有黄台路与松山路两处校舍，分别为原青岛日本高等女学校旧址与青岛第三日本国民学校旧址。工学院合并搬迁后，原校舍由青岛医学院所使用。